# Joan Tewkesbury
Joan Tewkesbury (ur. 8 kwietnia 1936 w Redlands w stanie Kalifornia) – amerykańska reżyserka, scenarzystka i aktorka.

## Filmografia
aktorka
- 1964: Ulubiony sport mężczyzn jako Kobieta w windzie
- 1974: Złodzieje jak my jako Dama na stacji kolejowej

reżyserka
- 1979: The Tenth Month
- 1989: Pola Elysian
- 1991: Obcy
- 1998: Scattering Dad

scenarzystka
- 1974: Złodzieje jak my
- 1981: Żołędziowi ludzie
- 1989: Pola Elysian
- 1991: Obcy

## Nagrody i nominacje
Została uhonorowana nagrodą LAFCA, a także otrzymała nominację do nagrody BAFTA, nagrody WGA i nagrody Złotego Globu.